# Astragalus orbiculatus
Astragalus orbiculatus är en ärtväxtart som beskrevs av Carl Friedrich von Ledebour. Astragalus orbiculatus ingår i släktet vedlar, och familjen ärtväxter. Inga underarter finns listade i Catalogue of Life.